# West Pier

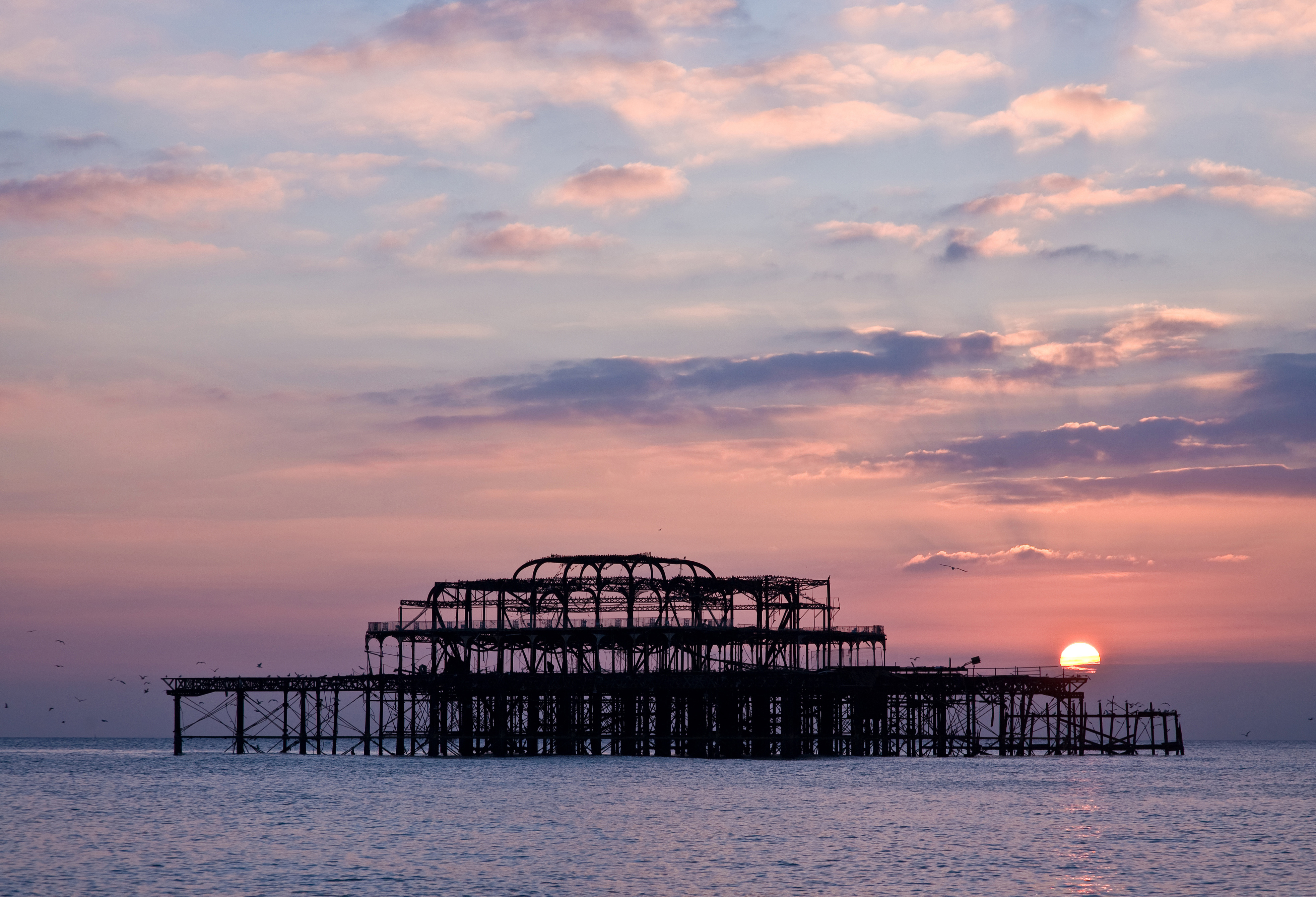
Stahlskelett des West-Piers im Oktober 2007

Der West Pier ist eine ehemalige Seebrücke (englisch pier) in Brighton, England. Nach zwei Bränden und mehreren Sturmschäden ist er heute nur noch eine Ruine und nicht mehr benutzbar.

## Geschichte
Der Pier wurde im Jahr 1866 von Eugenius Birch gebaut. 
Der Pier aus einer Gusseisenkonstruktion bestand zunächst aus drei Teilen, die durch eine Brücke verbunden waren: ein kleiner Pavillon, ein Konzertsaal und der große Pavillon mit einem Theatersaal, der 1893 fertiggestellt wurde.
Im Jahr 1975 wurde der Pier wegen fälliger Renovierungsarbeiten geschlossen, die aber auf sich warten ließen. Während einer Sturmflut am 29. Dezember 2002 brach die Brücke zusammen, zwei der Tragpfeiler versanken im Meer. Am 28. März 2003 brach in dem Pavillon ein Brand aus, der nicht gelöscht werden konnte, da die Feuerwehr die Plattform des Piers nicht erreichen konnte.
Ein Feuer am 11. Mai 2003 zerstörte den Konzertsaal, der bei einem Sturm am 23. Juni 2004 in sich zusammenbrach.
Nachdem im Frühjahr 2006 der West Pier Trust den Wiederaufbau des Westpiers ankündigte, der um einen Aussichtsturm von 183 Meter ergänzt werden sollte, wurde das Projekt wegen zu hoher Baukosten zunächst aufgegeben. Nach einem weiteren Anlauf zur Realisierung konnte der Aussichtsturm British Airways i360 am 4. August 2016 eröffnet werden. Durch einen Sturm im Februar 2014 wurde indes das Gerüst des Pier stark beschädigt und zweigeteilt. Eine Restaurierung steht weiterhin aus.

## Galerie

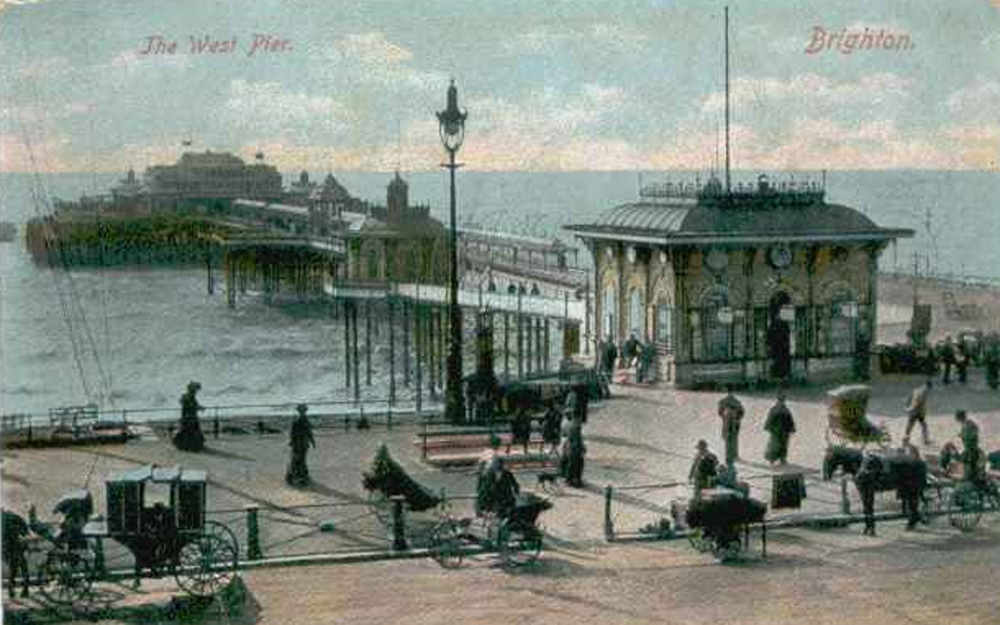
Postcard of West Pier, ca. 1900
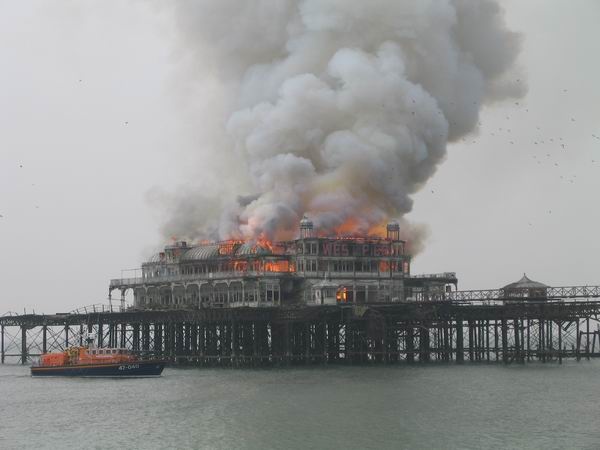
Der brennende Pier, 2003
Reste des West-Piers im Juli 2004
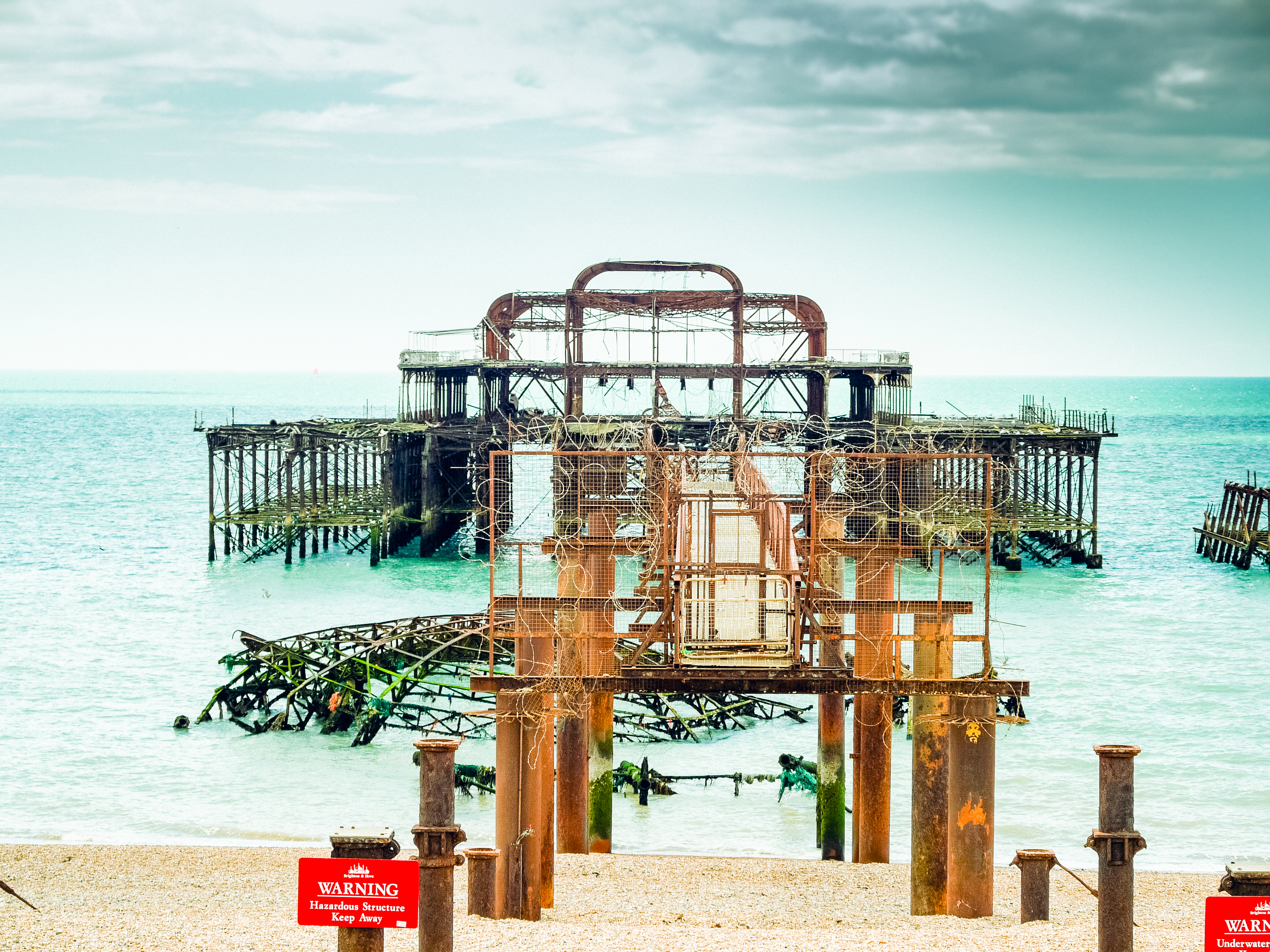
West Pier, Brighton im August 2008
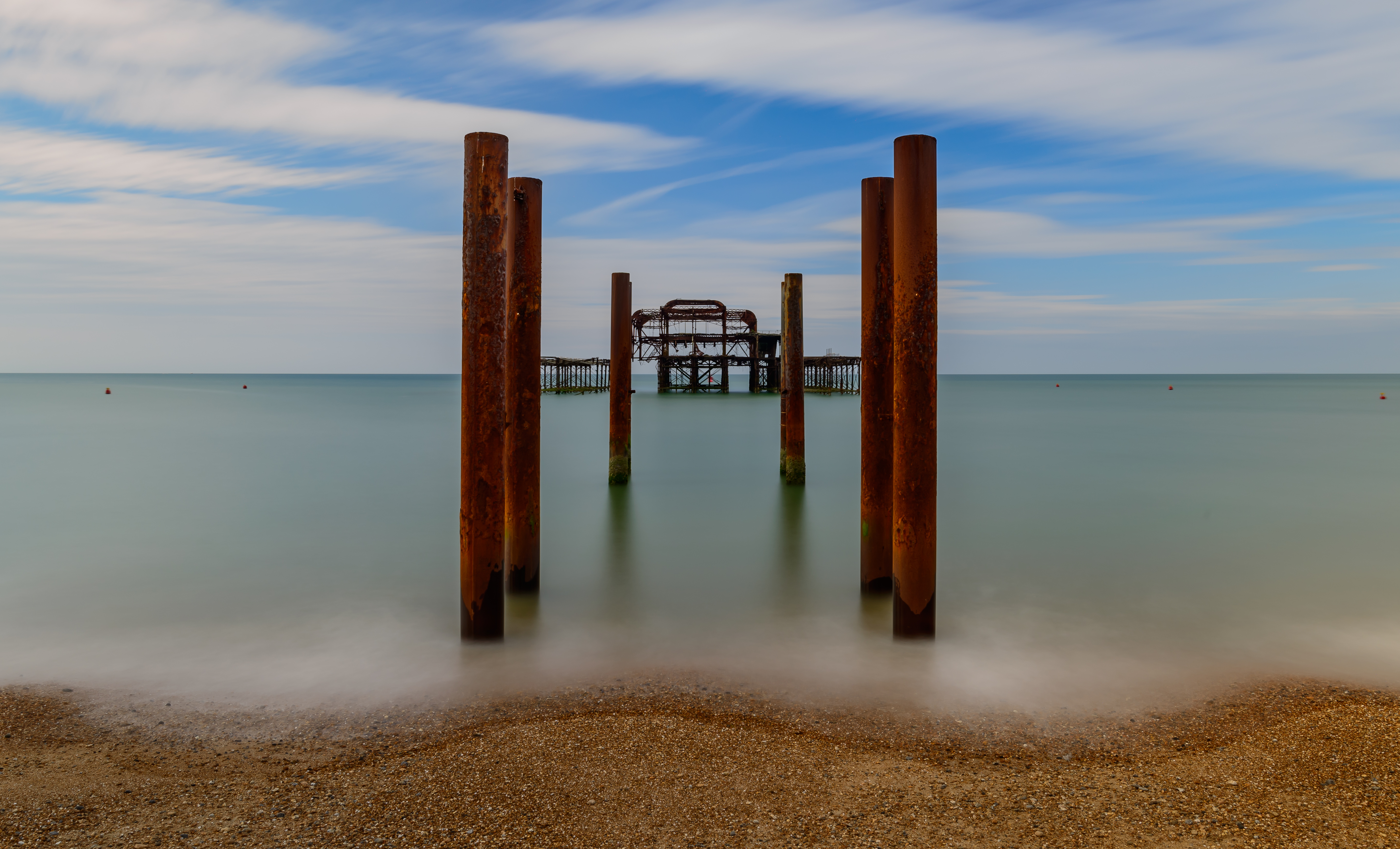
Stahlskelett des West-Piers im Juni 2016